# Teodora Comnena (regina di Gerusalemme)
Teodora Comnena (in greco Θεοδώρα Κομνηνή, Theodōra Komnēnē?; Istanbul, 1145 – 1185 circa) è stata una nobildonna bizantina, nipote dell'imperatore bizantino Manuele I Comneno e moglie del re Baldovino III di Gerusalemme.

## Famiglia
Figlia della seconda moglie del sebastocratore, Isacco Comneno, Eirene Synadene. Suo padre era figlio dell'imperatore bizantino Giovanni II Comneno e Piroska d'Ungheria, diventata poi Irene, a sua volta figlia di Ladislao I d'Ungheria. Uno zio paterno era l'imperatore Manuele I Comneno. Una sorellastra Maria Comnena aveva sposato il re Stefano IV d'Ungheria.

## Regina consorte di Gerusalemme
Nel 1153, Baldovino III di Gerusalemme aveva preso il controllo del Regno di Gerusalemme da sua madre e reggente la regina Melisenda di Gerusalemme. Non era sposato, pertanto, nel 1157, l'Alta Corte di Gerusalemme decise che dovesse cercare una moglie nell'Impero Bizantino, il regno vicino, più potente e più ricco. Una alleanza con Bisanzio avrebbe favorevolmente portato il necessario denaro e l'assistenza militare per affrontare il sultano della Siria, Nur al-Din, il più grande nemico del Regno di Gerusalemme.
Attardo (o Aitardo), Arcivescovo di Nazareth, Attardo, il Connestabile di Gerusalemme, Umfredo II di Toron, Jocelin Piscellus e Guglielmo di Barres furono inviati a Costantinopoli per negoziare il matrimonio per il re, ma Attardo morì durante la missione. Gli ambasciatori restarono a Costantinopoli per quasi un anno intero, ma alla fine fu deciso che Teodora sarebbe stata scelta come moglie di Baldovino. All'epoca Teodora aveva solo 12 o 13 anni, ma era già famosa per la sua bellezza. La sua dote fu di 100 000 hyperpyron, e Guglielmo di Tiro stimò che il suo stravagante abito di matrimonio potesse essere costato ulteriori 14 000 hyperpyron. Come controdote, Baldovino le concesse la città di Acri, che ella avrebbe mantenuto come sua, qualora Baldovino fosse morto senza lasciare eredi.
Gli ambasciatori giunsero a Gerusalemme con Teodora nel settembre del 1158. Aimerio di Limoges, patriarca di Antiochia, celebrò il matrimonio, in quanto il patriarca di Gerusalemme non era ancora stato insediato. Baldovino era precedentemente conosciuto per il suo frivolo stile di vita, ma divenne un marito devoto e leale. Il matrimonio fu breve e senza figli: Baldovino morì solo pochi anni dopo nel 1162, lasciando Teodora vedova all'età di circa 17 anni. Teodora ricevette la città di Acri, come promesso.

## La relazione con Andronico I Comneno
Alcuni anni più tardi nel 1166, Andronico, primo cugino di suo padre, visitò il regno e fu nominato signore di Beirut dal fratello di Baldovino e suo successore Amalrico I. Andronico invitò Teodora a Beirut, per poi recarsi a Damasco, o come sostiene Guglielmo di Tiro, Andronico la rapì con la connivenza di Nūr al-Dīn. Probabilmente non fu un rapimento; Andronico, infatti, era già sposato e aveva già avuto una relazione con Filippa, sorella del principe Boemondo III di Antiochia e della moglie dell'imperatore Manuele I Comneno, Maria d'Antiochia, e probabilmente tentava di sfuggire alle ire di Manuele, che non approvava queste relazioni incestuose. Poiché non c'era un matrimonio legale, la città di Acri ritornò al re Amalrico. Amalrico aveva anche sposato una principessa bizantina, Maria Comnena, per cui l'alleanza imperiale rimase intatta.
Alla corte di Nūr al-Dīn a Damasco, Andronico e Teodora ebbero due figli, Alessio e Irene. Viaggiarono poi verso Baghdad, in visita al Sultanato di Rum, dove Andronico fu fatto signore di un castello a Paflagonia.
Alcuni anni dopo Teodora e i suoi figli furono catturati e consegnati all'imperatore Manuele I Comneno, che li tenne a Costantinopoli per costringere Andronico alla fedeltà e ritornare a Bisanzio. Infatti si arrese, e, nel 1180, Andronico giunse a Costantinopoli per sottomettersi all'imperatore Manuele.
Quando finalmente, nel 1182, Andronico tornò a Costantinopoli, diventando imperatore nel 1183, non vi è alcuna prova che Teodora tornasse a vivere con lui. Fu in questo momento che la figlia Irene sposò Alessio Comneno, figlio illegittimo dell'imperatore Manuele e di Teodora Batatzena. Ancora in questo periodo Teodora intercesse con Andronico per pagare il riscatto per il nipote Isacco, un ex governatore bizantino dell'antica regione della Isauria, prigioniero in Armenia. Più tardi Andronico si pentirà di ciò, dal momento che Isacco si ribellò e prese il controllo di Cipro. Dopo questi fatti, di Teodora si perdono le tracce ed è ignota la data di morte, che sarebbe da collocarsi in quegli anni.

## Ascendenza
|                     |   |                       | Genitori               |  |  | Nonni |  |  | Bisnonni          |  |  | Trisnonni        |  |
|                     |   |                       |                        |  |  |       |  |  | Alessio I Comneno |  |  | Giovanni Comneno |  |
|                     |   |                       |                        |  |  |       |  |  | Alessio I Comneno |  |  | Giovanni Comneno |  |
|                     |   | Anna Dalassena        |                        |  |  |       |  |  | Alessio I Comneno |  |  |                  |  |
| Giovanni II Comneno |   |                       |                        |  |  |       |  |  | Alessio I Comneno |  |  |                  |  |
|                     |   | Irene Ducaena         | Giovanni Comneno       |  |  |       |  |  |                   |  |  |                  |  |
|                     |   | Irene Ducaena         | Giovanni Comneno       |  |  |       |  |  |                   |  |  |                  |  |
|                     |   | Irene Ducaena         | Maria di Bulgaria      |  |  |       |  |  |                   |  |  |                  |  |
| Isacco Comneno      |   | Irene Ducaena         |                        |  |  |       |  |  |                   |  |  |                  |  |
|                     |   | Ladislao I d'Ungheria | Béla I d'Ungheria      |  |  |       |  |  |                   |  |  |                  |  |
|                     |   | Ladislao I d'Ungheria | Béla I d'Ungheria      |  |  |       |  |  |                   |  |  |                  |  |
|                     |   | Ladislao I d'Ungheria | Richeza di Polonia     |  |  |       |  |  |                   |  |  |                  |  |
| Piroska d'Ungheria  |   | Ladislao I d'Ungheria |                        |  |  |       |  |  |                   |  |  |                  |  |
|                     |   | Adelaide di Svevia    | Rodolfo di Rheinfelden |  |  |       |  |  |                   |  |  |                  |  |
|                     |   | Adelaide di Svevia    | Rodolfo di Rheinfelden |  |  |       |  |  |                   |  |  |                  |  |
|                     |   | Adelaide di Svevia    | Adelaide di Savoia     |  |  |       |  |  |                   |  |  |                  |  |
| Teodora Comnena     |   | Adelaide di Svevia    |                        |  |  |       |  |  |                   |  |  |                  |  |
|                     | … | …                     |                        |  |  |       |  |  |                   |  |  |                  |  |
|                     | … | …                     |                        |  |  |       |  |  |                   |  |  |                  |  |
|                     | … | …                     |                        |  |  |       |  |  |                   |  |  |                  |  |
| …                   | … |                       |                        |  |  |       |  |  |                   |  |  |                  |  |
|                     |   | …                     | …                      |  |  |       |  |  |                   |  |  |                  |  |
|                     |   | …                     | …                      |  |  |       |  |  |                   |  |  |                  |  |
|                     |   | …                     | …                      |  |  |       |  |  |                   |  |  |                  |  |
| Irene Synadene      |   | …                     |                        |  |  |       |  |  |                   |  |  |                  |  |
|                     |   | …                     | …                      |  |  |       |  |  |                   |  |  |                  |  |
|                     |   | …                     | …                      |  |  |       |  |  |                   |  |  |                  |  |
|                     |   | …                     | …                      |  |  |       |  |  |                   |  |  |                  |  |
| …                   |   | …                     |                        |  |  |       |  |  |                   |  |  |                  |  |
|                     |   | …                     | …                      |  |  |       |  |  |                   |  |  |                  |  |
|                     |   | …                     | …                      |  |  |       |  |  |                   |  |  |                  |  |
|                     |   | …                     | …                      |  |  |       |  |  |                   |  |  |                  |  |
|                     |   | …                     |                        |  |  |       |  |  |                   |  |  |                  |  |

## Fonti
- (parziale) Guglielmo di Tiro, Cronaca a cura di Eugenio Bugio, in Crociate. Testi storici e poetici, a cura di Gioia Zaganelli (Meridiani Classici dello spirito), Mondadori, Milano 2004.
- Steven Runciman,  Storia delle Crociate. BUR, 1966.
- Niceta Coniata, Grandezza e catastrofe di Bisanzio vol. I, Fondazione Lorenzo Valla / Arnoldo Mondadori, 1999.